# Eugen Peipers
Friedrich Eugen Peipers (* 10. November 1805 in Stolberg (Rheinland); † 17. Februar 1885 in Frankfurt am Main) war ein deutscher Landschafts- und Vedutenmaler, Zeichenlehrer sowie Architekt.

## Leben

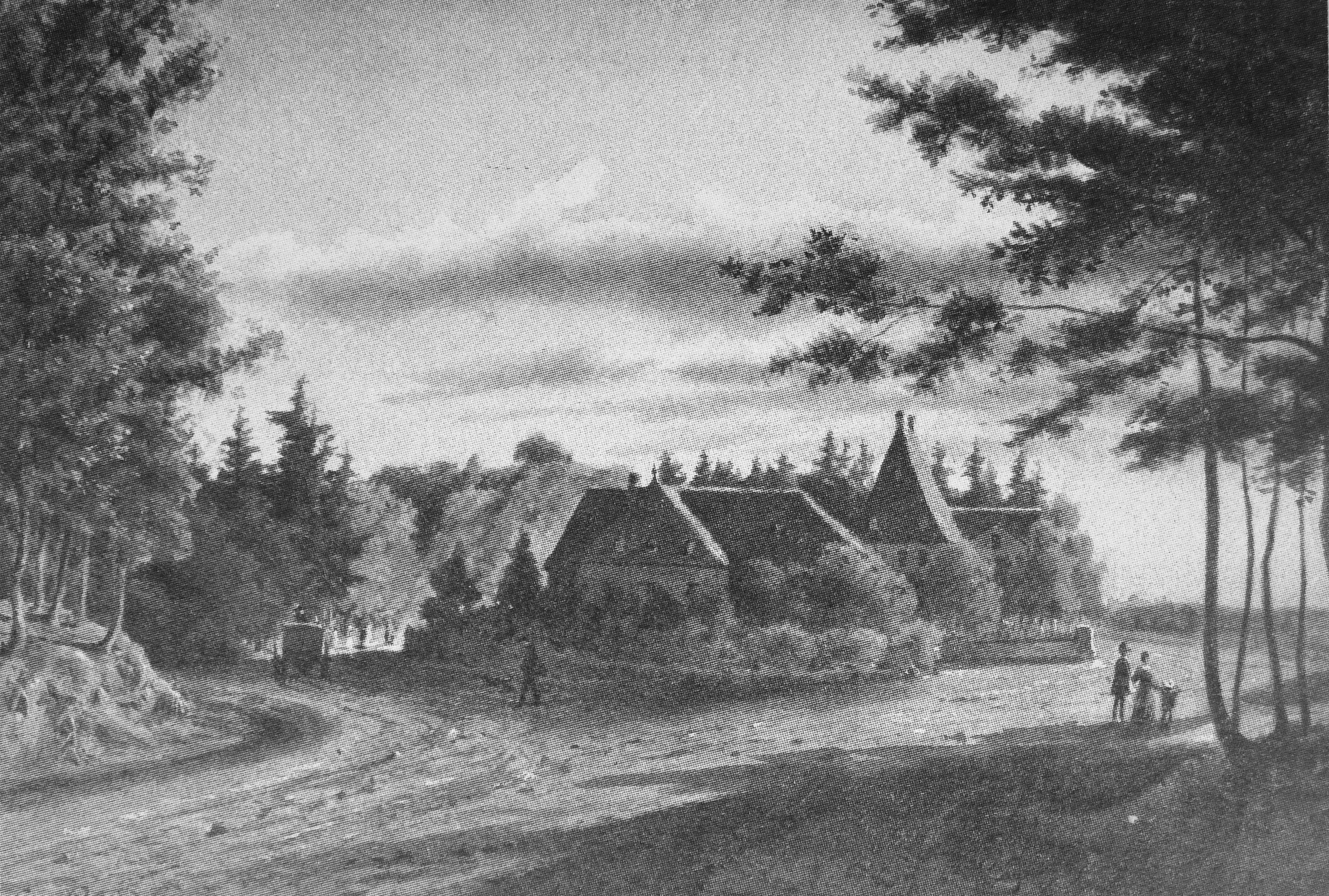
Das Oberforsthaus von Niederrad bei Frankfurt im Jahr 1861

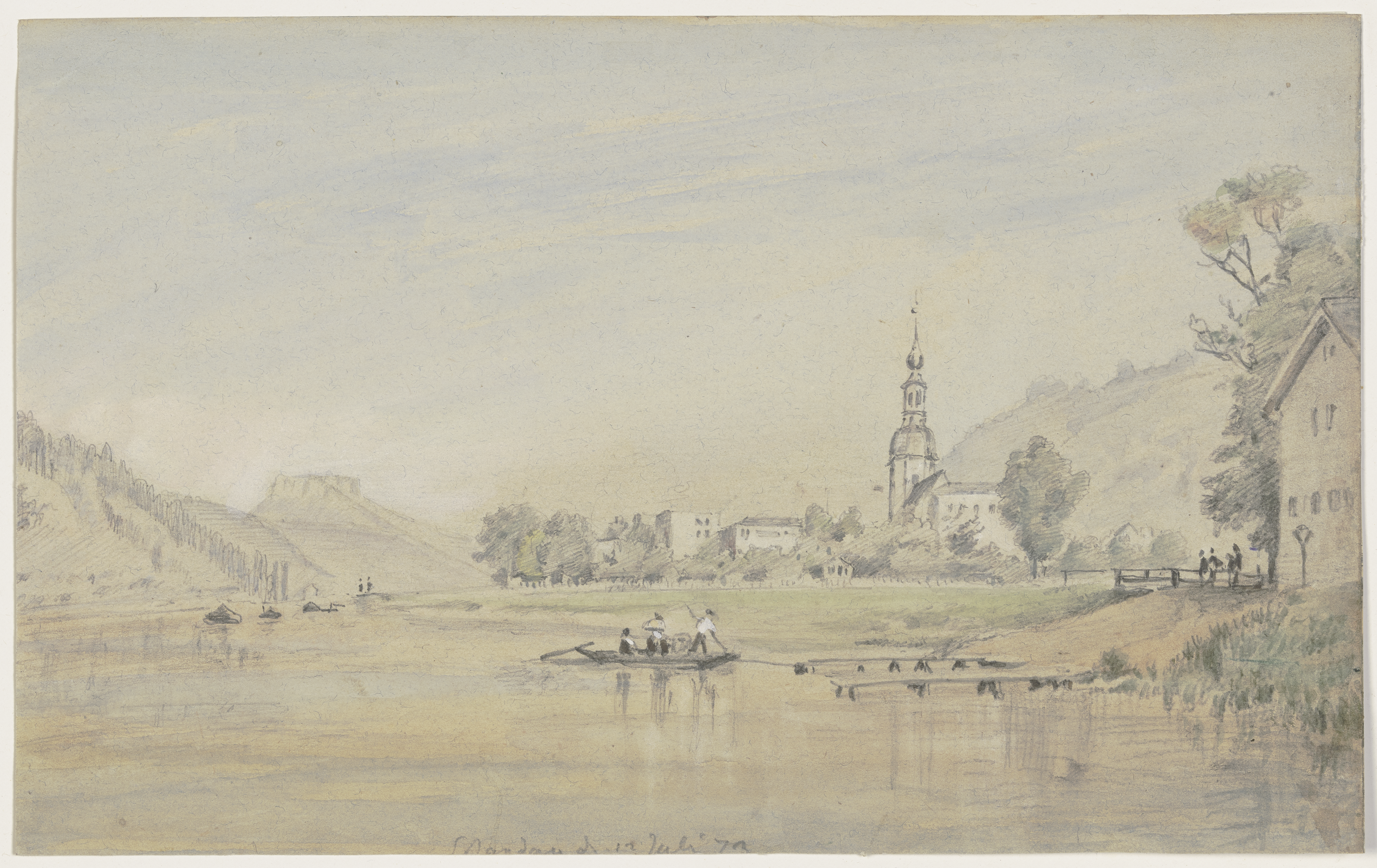
Ansicht von Schandau

Peipers war Sohn des Färbers und Messerherstellers Johann Peter Jacob Peipers (1773–1811) und dessen Frau Catharina Gertrudis, geb. Peltzer (1879–1862). Zu den zwei Söhnen und drei Töchtern des Paares, die zwischen 1802 und 1811 geboren wurden, zählte auch die spätere Illustratorin und Malerin Hermine Stilke, Ehefrau des Düsseldorfer Historienmalers Hermann Stilke.
Peipers studierte von 1825 bis 1828 an der Rheinischen Friedrich-Wilhelms-Universität Bonn Philologie und Mathematik. 1828 zog er nach Frankfurt am Main. Dort war er an verschiedenen Schulen (Musterschule, Taubstummen-Erziehungsanstalt) als Zeichenlehrer tätig, von 1842 bis 1860 auch am Städelschen Kunstinstitut. Zu seinen Schülern gehörten Carl Friedrich Harveng und Otto Scholderer. Die Motive für seine Bilder und Zeichnungen fand Peipers in Frankfurt und dessen Umgebung, dem Taunus, den Rhein-, Nahe-, Lahn- und Moselgegenden. Auch bereiste er Süditalien und die Elbe bei Dresden. Er zählte zu den frühen Künstlern der Kronberger Malerkolonie.
Nach Plänen von Friedrich August Stüler errichtete er als bauleitender Architekt in den Jahren 1840–1843 die Alte Börse in Frankfurt.